# Thomas Simon Cool

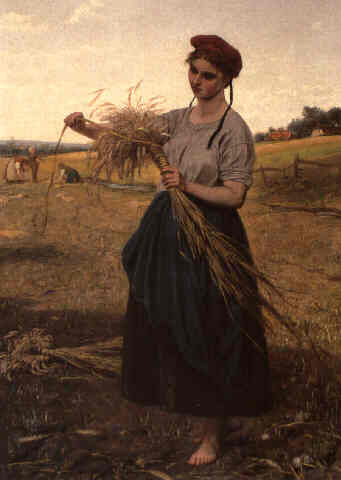
Thomas Simon Cool, De schovenbindster.

Thomas Simon Cool ('s-Gravenhage, 12 december 1831 – Dordrecht, 29 augustus 1870) was een Nederlands kunstschilder.

## Loopbaan
Cool werkte te Amsterdam en 's-Gravenhage. In het Gemeentemuseum in Den Haag bevonden zich rond 1914 een tweetal schilderijen van zijn hand. Hij was een leerling van Jacobus E.J. van der Berg en Henri Leys op de Academie in Den Haag.
Tussen 1857 en 1860 werkte hij in Parijs en studeerde daar daarna nog een jaar samen met Taco Jan Scheltema. Vervolgens was hij nog vier jaar in Antwerpen. Intussen maakte hij regelmatig een reisje naar Rome.
Cool was een tijd werkzaam als tekenleraar tweede klasse aan de Koninklijke Militaire Academie (van 1 februari 1866 tot zijn dood in 1870), waar hij les gaf aan onder anderen Nicolaas J.A.P.H. van Es en Willem Constantijn Staring. In 1868 werd hij bevorderd tot leraar eerste klasse.
Hij was een lid van de familie Cool en de halfbroer van minister van Oorlog W. Cool en een neef van de kunstschilder Thomas Cool.
- Biografisch Portaal: 17336330
- RKD-Nederlands Instituut voor Kunstgeschiedenis: 18100
- Union List of Artist Names: 500060948
- Virtual International Authority File: 96092904